# Galina Prozoemensjtsjikova
Galina Nikolajevna Prozoemensjtsjikova (Russisch: Галина Николаевна Прозуменщикова)  (Sebastopol, 26 november 1948 – Moskou, 19 juli 2015) was een Oekraïens zwemster. Ze werd in 1964 olympisch kampioen op de 200 meter schoolslag.

## Biografie

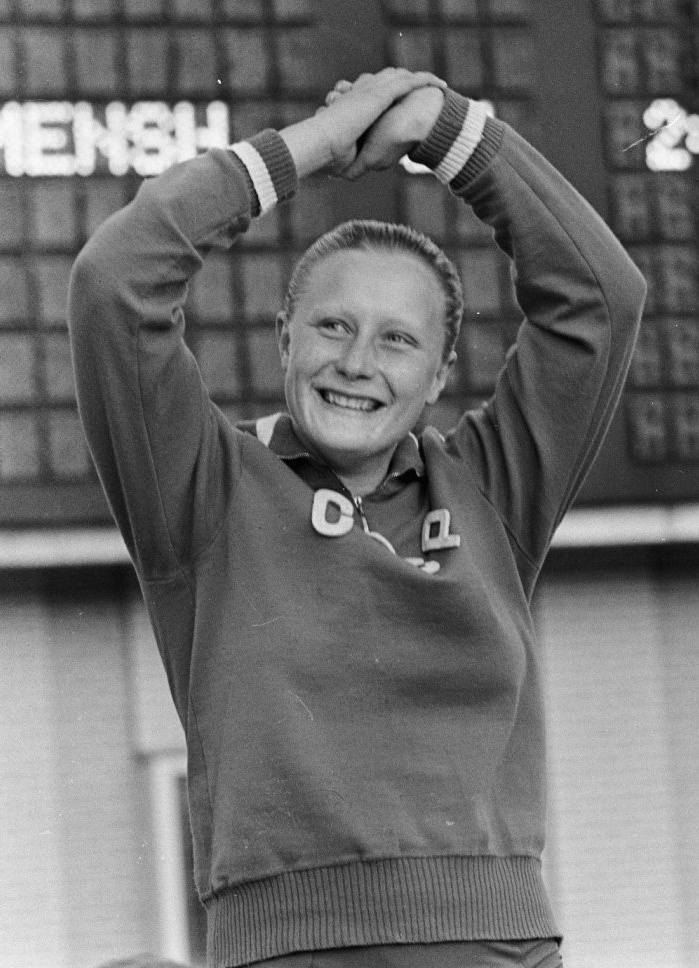
Prozoemensjtsjikova in 1966

Galina Prozoemensjtsjikova werd geboren in Sebastopol. Ze was twee keer gehuwd en veranderde daarom haar naam naar, eerst, Stepanova en later naar Ivannikova.
Ze was gespecialiseerd in de schoolslag en was de eerste bekende zwemster uit de Sovjet-Unie. Prozoemensjtsjikova was ook de eerste Sovjetsporter die olympisch zwemgoud won, namelijk in 1964 op de 200 meter schoolslag. Ze voegde er later nog twee zilveren (100 meter schoolslag, behaald op de Olympische Spelen van 1968 en 1972) en twee bronzen medailles (200 meter schoolslag, eveneens in 1968 en 1972) aan toe.
Prozoemensjtsjikova veroverde daarnaast nog drie Europese zwemtitels: in 1966 en 1970 op de 200 meter schoolslag, en in 1970 op de 100 meter schoolslag. Ze won in 1966 en 1970 ook twee zilveren EK-medailles op de 4x100 meter wisselslagestafette. Verder zette ze vijf wereldrecords op haar naam, vier op de 200 meter schoolslag (2.47,7 minuten en 2.45,4 in 1964, 2.45,3 in 1965 en 2.40,8 in 1966) en één op de 100 meter schoolslag (1.15,7 in 1966). Tot slot veroverde ze ook vijftien Sovjettitels.
Prozoemensjtsjikova kreeg een dochter (1969) en een zoon (1979). Ze beëindigde haar sportieve carrière na de Olympische Spelen in München en werd in 1977 opgenomen in de International Swimming Hall of Fame. Ze overleed in 2015.

## Erelijst
- Olympische Zomerspelen: 1x , 2x , 2x
- Europese kampioenschappen zwemmen: 3x , 2x

1924: Lucy Morton ·
1928: Hilde Schrader ·
1932: Clare Dennis ·
1936: Hideko Maehata ·
1948: Nel van Vliet ·
1952: Éva Székely ·
1956: Ursula Happe ·
1960: Anita Lonsbrough ·
1964: Galina Prozoemensjtsjikova ·
1968: Sharon Wichman ·
1972: Beverley Whitfield ·
1976: Marina Kosjevaja ·
1980: Lina Kačiušytė ·
1984: Anne Ottenbrite ·
1988: Silke Hörner ·
1992: Kyoko Iwasaki ·
1996: Penelope Heyns ·
2000: Ágnes Kovács ·
2004: Amanda Beard ·
2008: Rebecca Soni ·
2012: Rebecca Soni ·
2016: Rie Kaneto ·
2020: Tatjana Schoenmaker ·
2024: Kate Douglass